# Rajd Wielkiej Brytanii 1997
Rezultaty Rajdu Wielkiej Brytanii (53. Network Q RAC Rally), eliminacji Rajdowych Mistrzostw Świata w 1997 roku, który odbył się w dniach 23-25 listopada. Była to czternasta runda czempionatu w tamtym roku. Bazą rajdu było miasto Cheltenham.

## Wyniki końcowe rajdu
| Msc.                   | Kierowca               | Pilot                  | Samochód                    | Czas                   | Strata                 | Grupa                  | Punkty                 |                        |
| Klasyfikacja generalna | Klasyfikacja generalna | Klasyfikacja generalna | Klasyfikacja generalna      | Klasyfikacja generalna | Klasyfikacja generalna | Klasyfikacja generalna | Klasyfikacja generalna | Klasyfikacja generalna |
| ---------------------- | ---------------------- | ---------------------- | --------------------------- | ---------------------- | ---------------------- | ---------------------- | ---------------------- | ---------------------- |
| 1                      | Colin McRae            | Nicky Grist            | Subaru Impreza WRC          | 3:54.31                | 0.0                    | A8 M                   | 10                     |                        |
| 2.                     | Juha Kankkunen         | Juha Repo              | Ford Escort WRC             | 3:57.18                | +2.47                  | A8 M                   | 6                      |                        |
| 3.                     | Carlos Sainz           | Luis Moya              | Ford Escort WRC             | 3:58.24                | +3.53                  | A8 M                   | 4                      |                        |
| 4.                     | Richard Burns          | Robert Reid            | Mitsubishi Carisma GT Evo 4 | 3:59.30                | +4.59                  | A8 M                   | 3                      |                        |
| 5.                     | Marcus Grönholm        | Timo Rautiainen        | Toyota Corolla WRC          | 4:00.43                | +6.12                  | A8                     | 2                      |                        |
| 6.                     | Tommi Mäkinen          | Seppo Harjanne         | Mitsubishi Lancer Evo IV    | 4:01.31                | +7.00                  | A8 M                   | 1                      |                        |
| 7.                     | Piero Liatti           | Fabrizia Pons          | Subaru Impreza WRC          | 4:03.11                | +8.40                  | A8                     |                        |                        |
| 8.                     | Ari Vatanen            | Roger Freeman          | Ford Escort WRC             | 4:11.59                | +17.28                 | A8                     |                        |                        |
| 9.                     | Harri Rovanperä        | Voitto Silander        | Seat Ibiza GTI 16V          | 4:17.34                | +23.03                 | A7 2L                  |                        |                        |
| 10.                    | Angelo Medeghini       | Barbara Medeghini      | Ford Escort WRC             | 4:18.06                | +23.35                 | A8                     |                        |                        |
| PWRC                   |                        |                        |                             |                        |                        |                        |                        |                        |
| 1 (12.)                | Luis Climent Asensio   | Álex Romaní            | Mitsubishi Lancer Evo III   | 4:22:12                | -                      | N4                     |                        |                        |
| 2 (13.)                | Jeremy Easson          | Alun Cook              | Mitsubishi Lancer Evo III   | 4:23:27                | +1:15                  | N4                     |                        |                        |
| 3 (15.)                | Reece Jones            | Eurig Evans            | Mitsubishi Lancer Evo IV    | 4:26:22                | +4:10                  | N4                     |                        |                        |
| 2L WRC                 |                        |                        |                             |                        |                        |                        |                        |                        |
| 1 (9.)                 | Harri Rovanperä        | Voitto Silander        | Seat Ibiza GTI 16V          | 4:17.34                | -                      | A7 2L                  |                        |                        |
| 2 (20.)                | Robbie Head            | Bryan Thomas           | Renault Mégane Maxi         | 4:33:13                | +15:39                 | A7 2L                  |                        |                        |
| 3 (22.)                | Neil Wearden           | Trevor Agnew           | Honda Civic SiR             | 4:34:24                | +16:50                 | A6 2L                  |                        |                        |

## Klasyfikacja końcowa sezonu 1997
Tabele przedstawiają tylko pięć pierwszych miejsc.

### Kierowcy
| Lp. | Kierowca         | Pkt |
| --- | ---------------- | --- |
| 1   | Tommi Makinen    | 63  |
| 2   | Colin McRae      | 62  |
| 3   | Carlos Sainz     | 51  |
| 4   | Juha Kankkunen   | 29  |
| 5   | Kenneth Eriksson | 28  |

### Producenci
| Lp. | Producent           | Pkt |
| --- | ------------------- | --- |
| 1   | 555 Subaru WRT      | 114 |
| 2   | Ford Motor Co. Ltd. | 91  |
| 3   | Mitsubishi Ralliart | 86  |